# Баптистская церковь на Оксфорд-террас
Бапти́стская це́рковь на О́ксфорд-террас (англ. Oxford Terrace Baptist Church) была расположена в городском центре Крайстчерча, Новая Зеландия. Фасад церкви был обращён к реке Эйвон, протекающей неподалёку. Основное здание церкви получило серьёзные повреждения в результате землетрясения 2010 года и окончательно разрушилось в результате повторного толчка в феврале 2011 года. Здание церкви было включено в список культурного наследия (категория II) под защитой Фонда по охране исторических мест Новой Зеландии.

## История

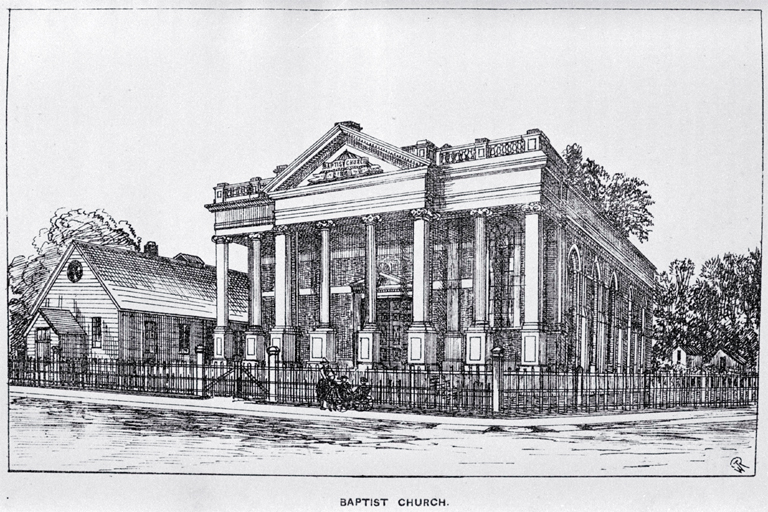
Церковь в 1885 году. Деревянное здание слева — старая церковь, перевезённая сюда с Херефорд-стрит.

Баптистская церковь Крайстчерча была основана в 1863 году 19-ю переселенцами из Англии. Децимус Доламор (англ. Decimus Dolamore), сыгравший важную роль в становлении баптизма в Новой Зеландии, был первым главой этой церкви. Первое собрание конгрегации было проведено в городской ратуше на Хай-стрит (англ. High Street). В 1864 году была построена церковь на Личфилд-стрит (англ. Lichfield Street). В 1867 году конгрегация разделилась, но в 1870 году вновь объединилась, и построила церковь на Херефорд-стрит (англ. Hereford Street). Затем верующие решили построить более просторное помещение, и за 1325 фунтов стерлингов выкупили участок земли на углу Оксфорд-террас (англ. Oxford Terrace) и Мадрас-стрит (англ. Madras Street), неподалёку от реки Эйвон.
На конкурсе проектов победил местный архитектор, Эдвард Дж. Саундерс (англ. Edward J. Saunders). Однако община решила, что общие затраты на проект будут слишком велики. В качестве временной меры на новое место была перевезена церковь с Херефорд-стрит. В 1879 году эта церковь была собрана на повозке и в течение выходных находилась около кафедрального собора Крайстчерча, чем немало позабавила местную публику. Через три недели после прибытия на новое место здание церкви пострадало во время пожара, но несколько месяцев спустя вновь было открыто для верующих. Старое здание церкви использовалось до 1903 года, когда оно в очередной раз пострадало при пожаре.
В августе 1881 года был объявлен тендер на строительство церкви, но предлагаемые цены были слишком высоки, они колебались от 3956 до 5337 фунтов стерлингов. В сентябре 1881 года было принято предложение компании Morey and McHale по самой низкой из предложенных цен. Компании была выделена квота в 3130 фунтов стерлингов. 14 октября 1881 года преподобный Далластон (англ. Rev. C. Dallaston) заложил первый камень в основание нового здания церкви, а 9 июля 1882 года она открылась для посетителей. На тот момент она была самой большой баптистской церковью в Новой Зеландии. В 1915 году из Англии был привезён и установлен орган.
Основному зданию церкви был причинён значительный ущерб в результате землетрясения 4 сентября 2010 года. В результате повторного сейсмического толчка 22 февраля 2011 года здание обрушилось. Снос здания начался в конце июня 2011 года, после того как здание получило очередные повреждения в результате землетрясения 13 июня.
Но том месте, где стояла церковь, по поводу годовщины февральского землетрясения была организована художественная инсталляция Петера Мадженди (англ. Peter Majendie) под названием «185 пустых кресел», 

…отражающая потерю жизней, средств к существованию и возможности проживания в нашем городе.Оригинальный текст (англ.)…reflecting on the loss of lives, livelihood and living in our city
 В инсталляции были использованы 185 белых кресел разной формы, символизирующих личности людей, погибших при землетрясении.

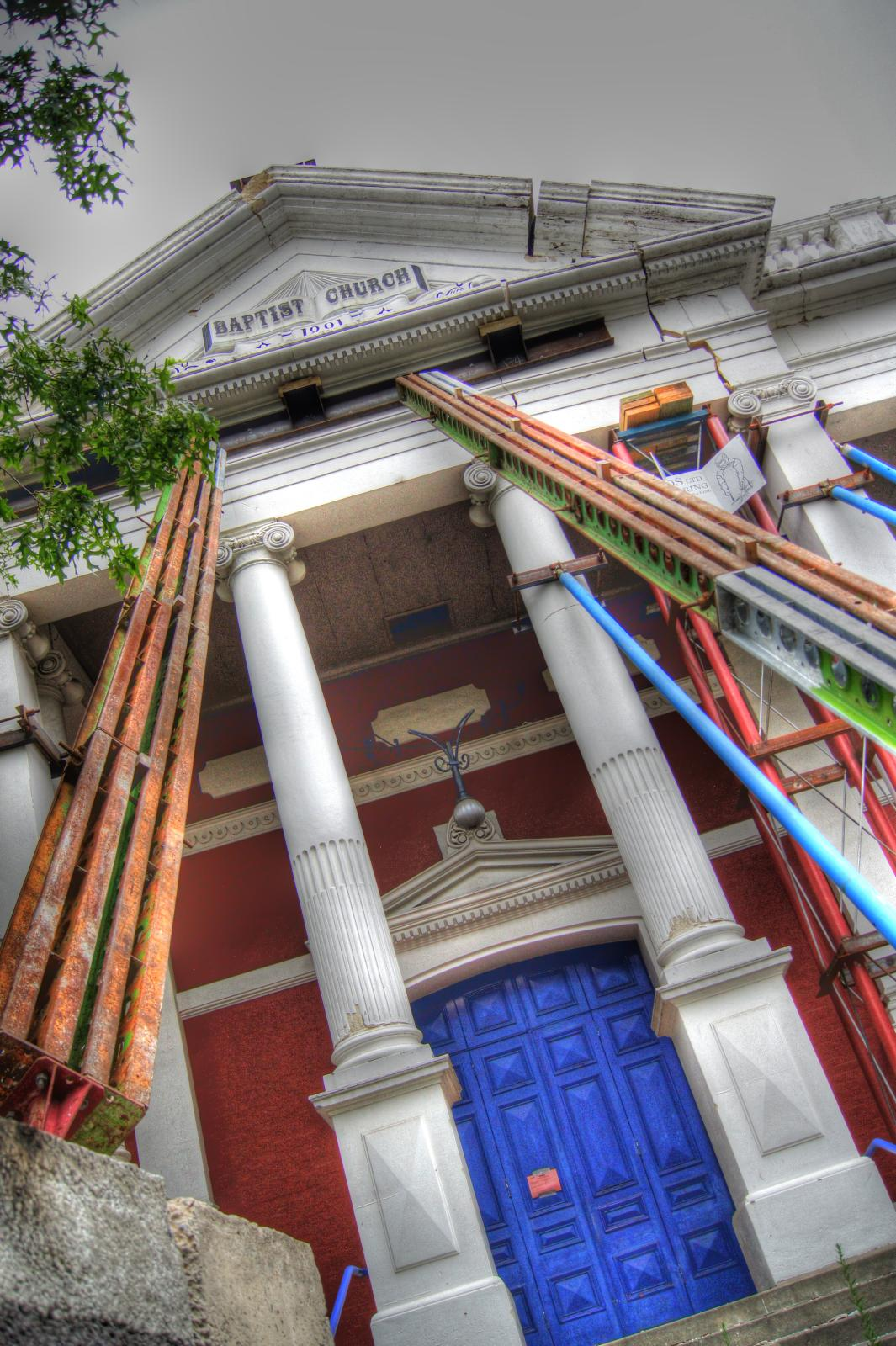
Церковь после землетрясения 2010 года, с подпорками, удерживающими фасад.
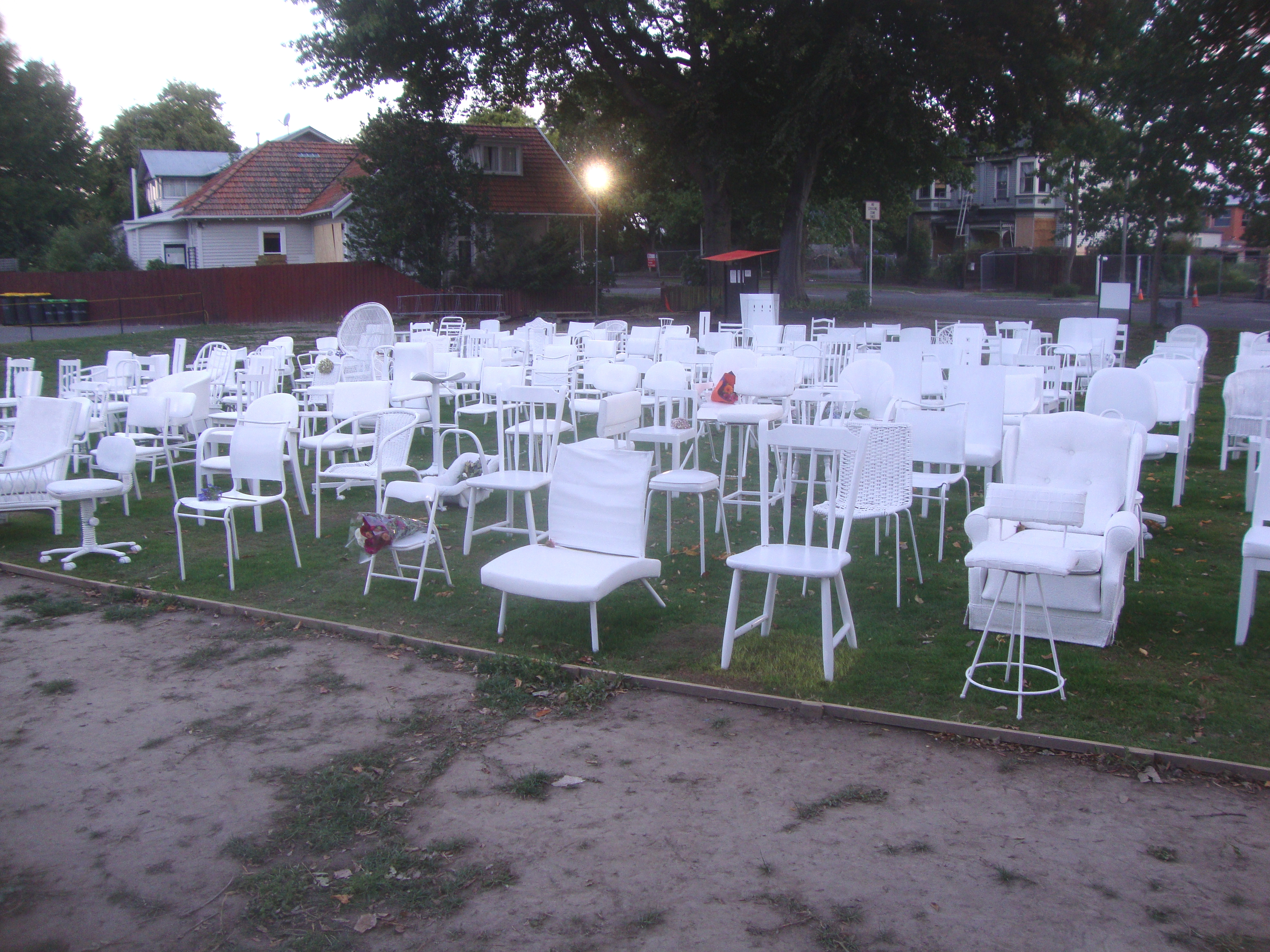
185 пустых кресел
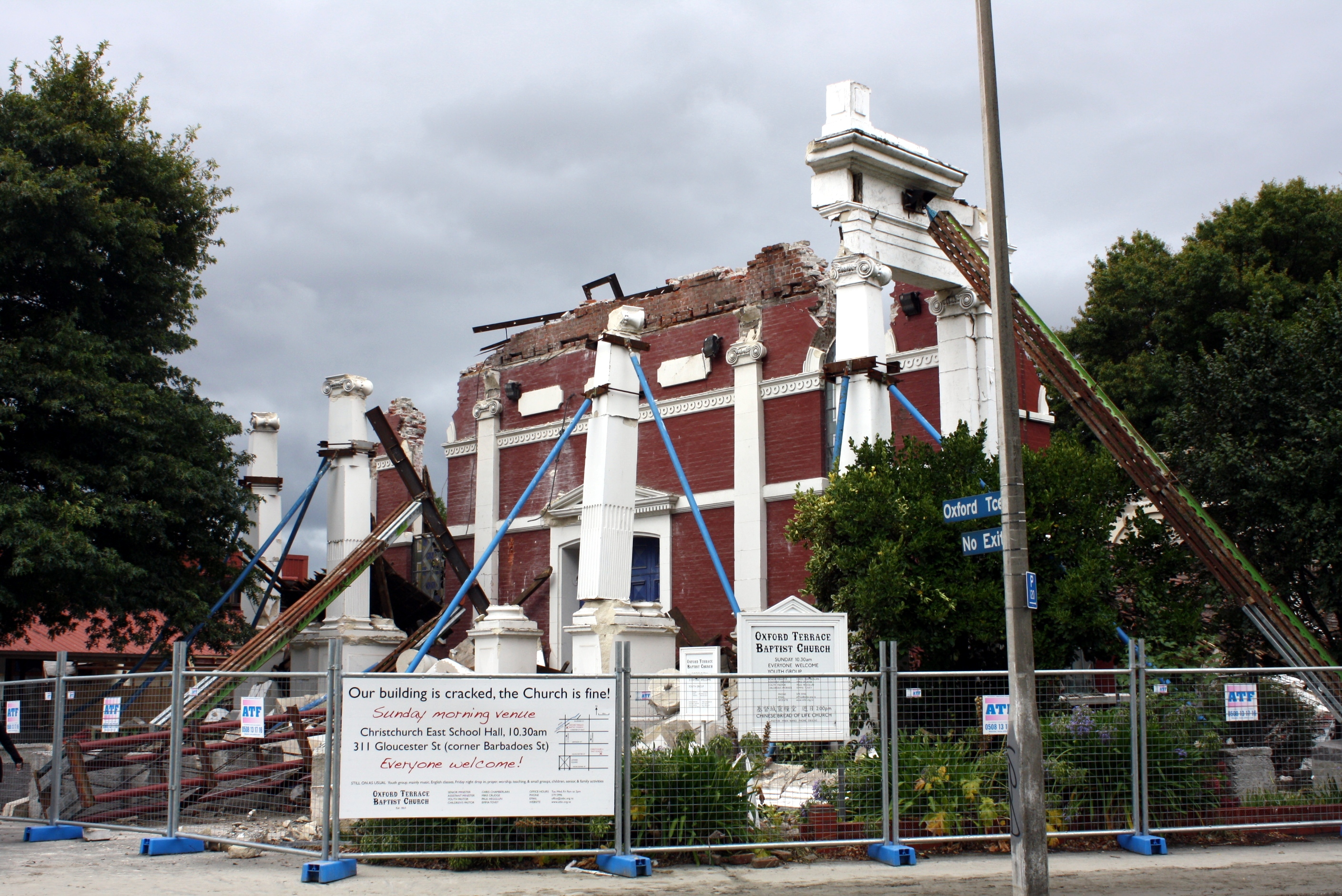
Здание церкви после обрушения 22 февраля 2011 года.
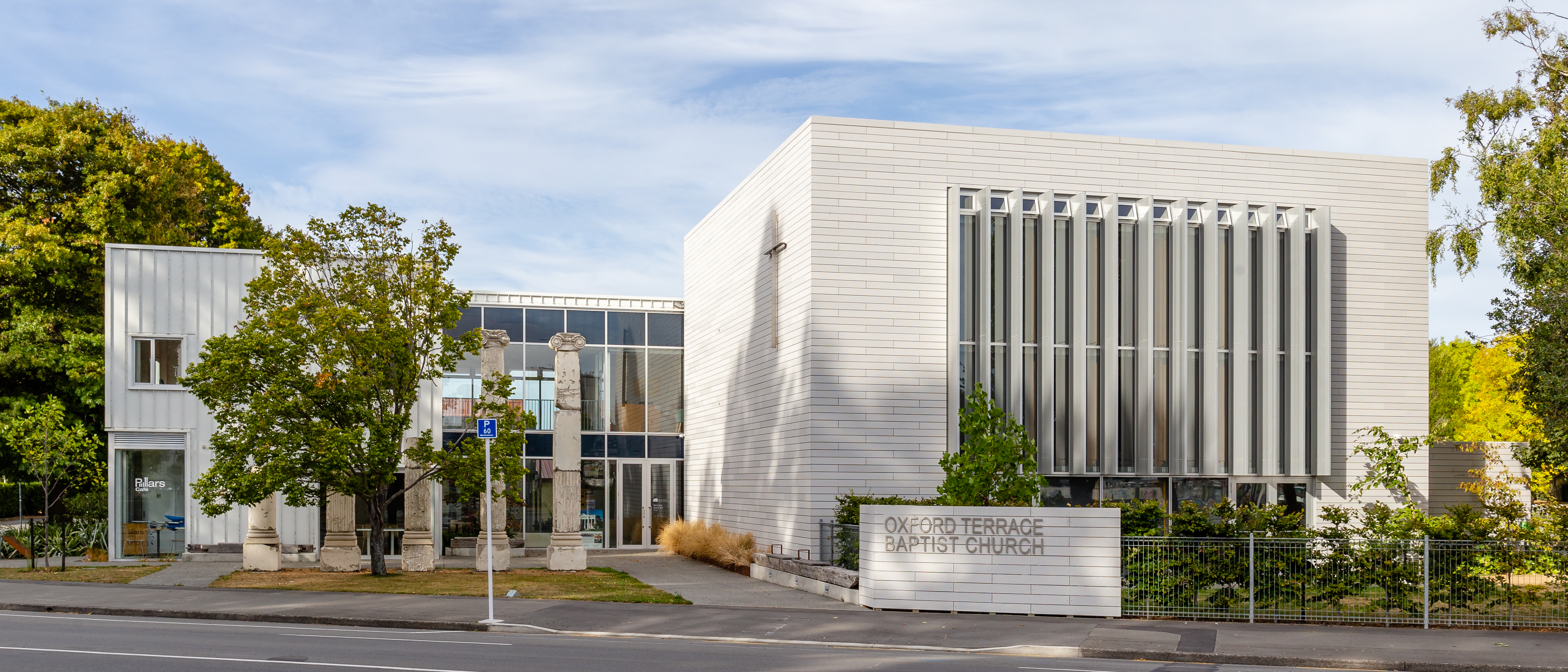
Здание новой церкви в 2020 году. Слева сохранённый портик старой церкви

## Объект культурного наследия
10 сентября 2004 года баптистская церковь на Оксфорд-террас была включена в список культурного наследия в ведении Фонда по охране исторических мест Новой Зеландии за номером 1853, как историческое место второй категории. Церковь получила признание за свой архитектурный неоклассический стиль, являющийся необычным для Крайстчерча. На тот момент фасад церкви был последним из сохранившихся храмовых фасадов в Новой Зеландии.
Петер Бек, настоятель кафедрального собора Крайстчерча, назвал баптистскую церковь на Оксфорд-террас одной из «знаковых церквей города».